# モサリスク
座標: 北緯54度29分 東経34度59分 / 北緯54.483度 東経34.983度

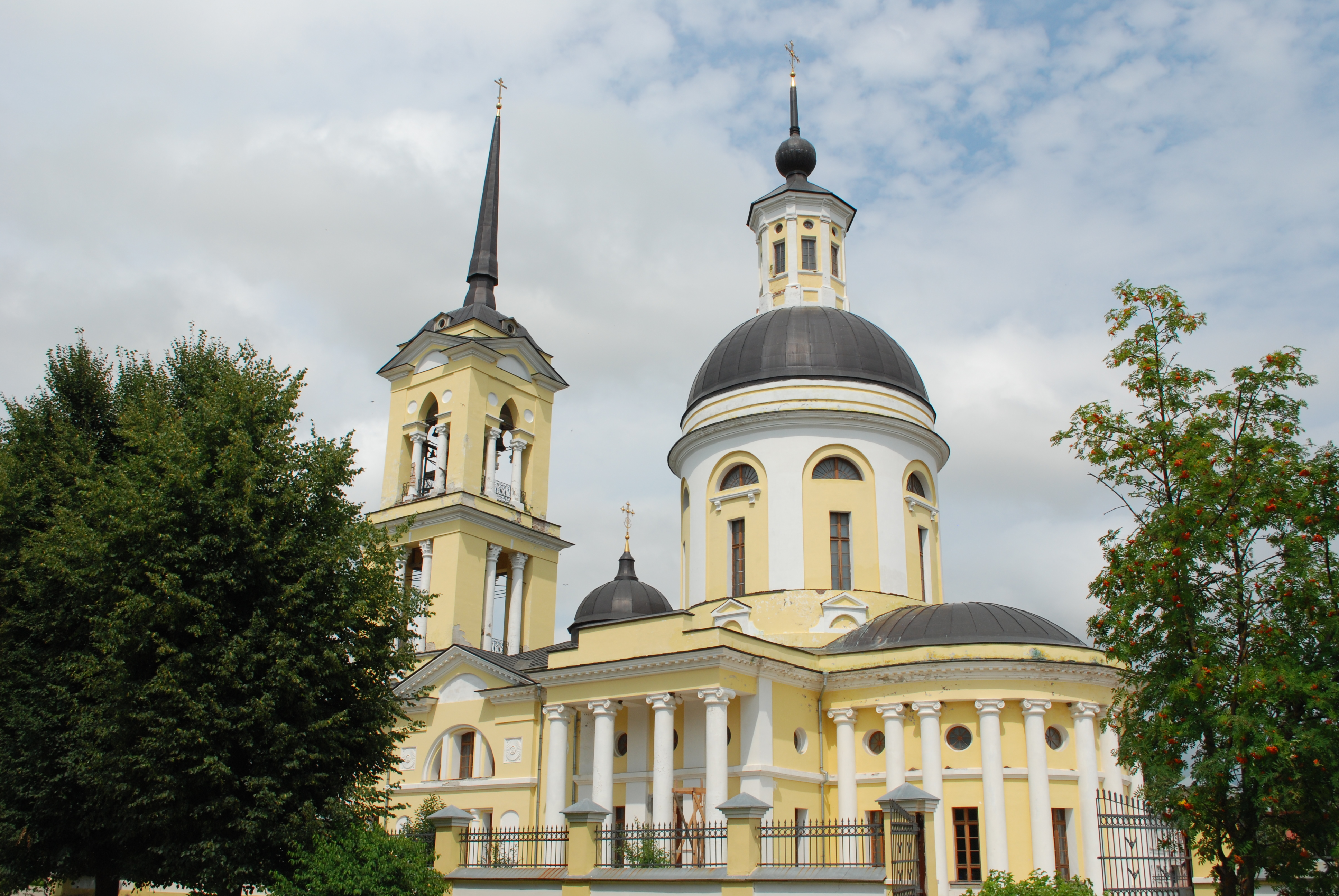

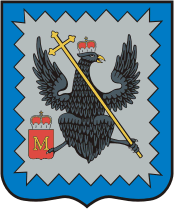
モサリスクの紋章

モサリスク（マサーリスク、ロシア語: Моса́льск; Mosalsk）は、ロシア連邦のカルーガ州にある町。人口は4,234人（2021年）。。州都カルーガの西82キロメートルに位置する。最寄の都市は33キロメートル離れたユーフノフである。モサリスキー地区の行政中心地。
記録に初出するのは1231年のことで、当時はマサリスク（ロシア語: Масальск）と呼ばれチェルニゴフ公国の一部だった。14世紀にはこの町にマサリスキー公が拠点を構えた。マサリスクはオカ川上流公国群の中心のひとつとなりリトアニア大公国の支配を受けた。マサリスク公国は1493年にモスクワ大公イヴァン3世によってモスクワ大公国へと併合され、マサリスキー公家は一部はリトアニア大公国へ逃れマッサリスキー公（Princes Massalski）となり、一部はモスクワへ移住しコルツォフ＝マサリスキー公（Princes Koltsov-Masalsky）となった。
1776年には市となりカルーガ県に属することになった。1818年には町のシンボルである聖ニコライ大聖堂が完成している。19世紀半ばには農産物の集積地・物流の中心地として栄えたが、第二次世界大戦（独ソ戦）で破壊された。

## 交通・産業
国道A101号線が町の20キロメートル北を通る。産業は食品工業や繊維工業がある。